# Edson Taschetto Damian

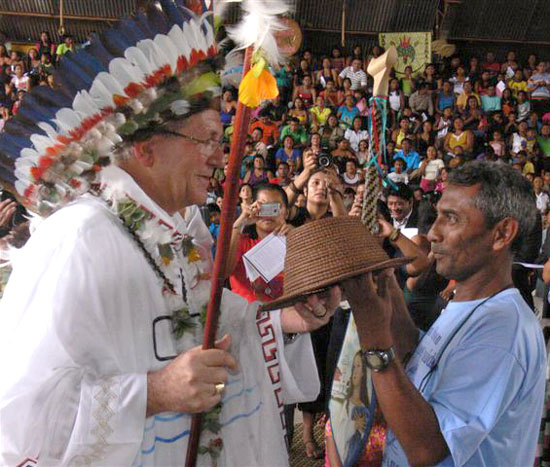
Edson Taschetto Damian, 2009

Edson Taschetto Damian (* 4. März 1948 in Jaguari, Bundesstaat Rio Grande do Sul) ist ein brasilianischer Geistlicher und emeritierter römisch-katholischer Bischof von São Gabriel da Cachoeira.

## Leben
Edson Taschetto Damian empfing am 20. Dezember 1975 die Priesterweihe.
Papst Benedikt XVI. ernannte ihn am 16. April 2008 zum Bischof von São Gabriel da Cachoeira. Sein Amtsvorgänger als Bischof von São Gabriel da Cachoeira, José Song Sui-Wan SDB, spendete ihm am 5. Juli desselben Jahres die Bischofsweihe; Mitkonsekratoren waren Roque Paloschi, Bischof von Roraima, und Jayme Henrique Chemello, Bischof von Pelotas. Als Wahlspruch wählte er COM JESUS, AMAR E SERVIR.
Am 8. November 2023 nahm Papst Franziskus das von Edson Taschetto Damian aus Altersgründen vorgebrachte Rücktrittsgesuch an.